# Damalis politus
Damalis politus là một loài ruồi trong họ Asilidae. Damalis politus được Scarbrough miêu tả năm 2005. Loài này phân bố ở miền Ấn Độ - Mã Lai.